# Benzhidrilna jedinjenja
Benzhidrilna jedinjenja sadrže difenilmetan, i.e. dva benzenska prstena spojena jednim ugljenikom. Ova jednostavna definicija ne sadrži heteroaromatične prstenove.

## Primeri

### Alkoholi
- Aciklični: pridinol
- Pirolidino: difenilprolinol
- 2-Piperidin: pipradrol
- 4-Piperidin: terfenadin, feksofenadin
- Benzilični estar: QNB, , , benaktizin

### Alkeni
- Triciklični: amitriptilin, melitracen, ciklobenzaprin, tianeptin, amineptin, klopentiksol hlorprotiksen flupentiksol tiotiksen zuklopentiksol
- Triciklični i piperidin: pimetiksen, ciproheptadin
- Aciklični: gilutensin

### Alkil (amini)
- Aciklični: (3-fenilpropilamin), tolpropamin, tolterodin
- Piperidin: dezoksipipradrol, budipin
- N-alkil-4-piperidinol: penfluridol
- N-arilalkil-piperidin: pimozid
- Tetrahidronaftalen: tametralin (4-fenilaminotetralin), sertralin
- Tetrahidroizohinolin: nomifensin, diklofensin "tetrahidronafizohinolin", dinapsolin (c.f. doksantrin i dinoksilin)
- Piroloizohinolin:
- Indanamin:
- Triciklični: 9-Aminometil-9,10-dihidroantracen, fenindamin (MPTP)
- Tetraciklični: maprotilin, dihidreksidin, butaklamol, ekopipam
- Tetrahidrobenzazepin: SKF-83959, SKF-82958, SKF-81297, SKF 38393, fenoldopam,
- Piperazin: amperozid
- Triazaspiro: fluspirilen

## Literatura
1. ↑  Clayden, Jonathan; Greeves, Nick; Warren, Stuart; Wothers, Peter (2001). Organic Chemistry (I изд.). Oxford University Press. ISBN 978-0-19-850346-0.
2. ↑  McMurry John E. (1992). Fundamentals of Organic Chemistry (3rd изд.). Belmont: Wadsworth.  0-534-16218-5.

## Spoljašnje veze
- Benzhydryl+Compounds на 
- - Benzhidril bromid